# Orquestração

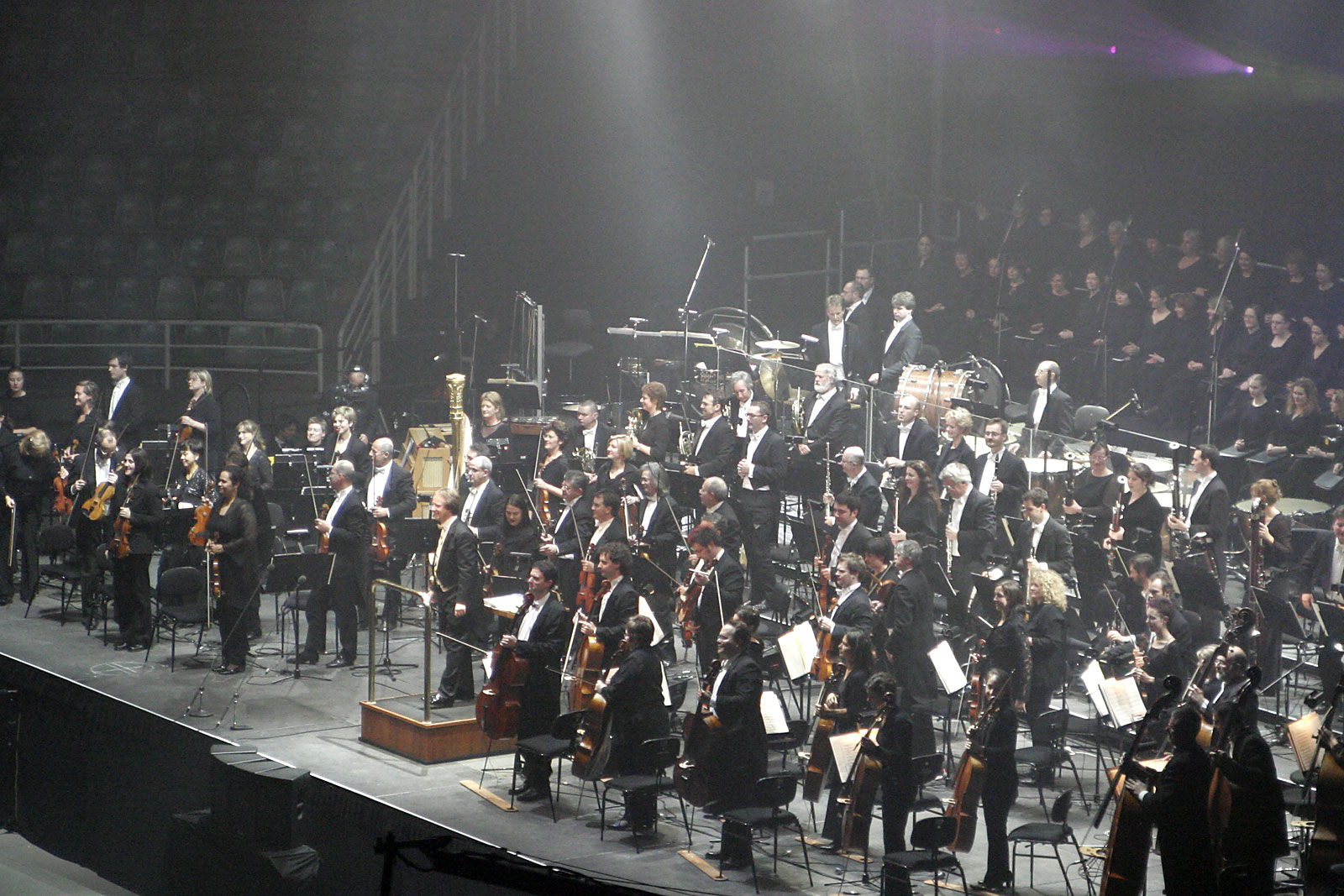
Uma orquestra sinfônica

Orquestração é o estudo ou a prática de escrever música para orquestra ou, mais liberalmente, para qualquer grupo musical; ou a adaptação para orquestra de música originalmente escrita para outra instrumentação. De uma forma geral, apenas recentemente na história da música a orquestração foi aceita como parte da arte de composição musical.

## Escrevendo para Orquestra
Orquestrador é aquele que escreve ou adapta música para orquestra.
Escrever para orquestra é um processo complexo . Pessoas que querem escrever música para orquestra precisam estudar orquestração. Quem estuda orquestração precisa ter um certo conhecimento avançado de: Teoria e Harmonia musical; conhecer bem os intervalos, acordes e ritmos diferentes; e estudar Literatura musical dos diferentes períodos históricos; Forma e Análise; Contraponto; Instrumentação; Arranjo além de ter aulas regulares da prática instrumental,  e ainda participar em grupos musicais, incluindo uma agenda de recitais. A leitura de literatura especializada sobre orquestração é essencial, e estudar partituras de orquestra também é necessário. Regência não é especificamente uma matéria necessária para quem só vai escrever ou transcrever música para uma editora, por exemplo, mas todo músico com um conhecimento aberto aproveitaria muito com práticas de regência, tanto teórica como, regência coral e instrumental. Uma prática boa é iniciar a escrever para grupos menores, trio de cordas e quarteto de sopros ou de cordas, por exemplo. Aos poucos, com experiência, outros instrumentos podem ser adicionados. Vários instrumentos são chamados de "instrumentos de transposição"; escrever para estes instrumentos exige muita prática na literatura musical, mais precisamente nas notações dos instrumentos. Conhecer cada instrumento, sua tessitura, sua técnica de execução e seu vocabulário de instruções é outro requisito. Estudar regência instrumental faz também com que a pessoa se familiarize com:
- os diversos instrumentos;
- muitas obras literárias de Música;
- instrumentações variadas;
- a prática com a leitura de partituras e seu idioma.[2]

## Adaptação de música para orquestra
Existem dois tipos de adaptação para orquestra:
- Transcrição;
- Arranjo musical.

Na prática, os termos transcrição e arranjo são frequentemente usados intercambiavelmente. Mas existe uma distinção entre os dois.

### Transcrição musical
Na transcrição musical, a peça orquestrada segue bem aproximadamente a obra original. Como exemplo, podemos citar a Tocata e Fuga em ré menor (BWV565), orquestrada por Leopold Stokowski (cir1927), escrito originalmente para órgão por Johann Sebastian Bach entre 1703 e 1707. Apesar do resultado final da obra ser distintamente diferente na versão orquestrada, em que o som de cada frase é representado por um grupo de instrumentos de timbres diferentes---ao contrário da versão ao órgão, de Bach, com o timbre todo mais homogêneo---, a obra ainda é a mesma, praticamente nota por nota.

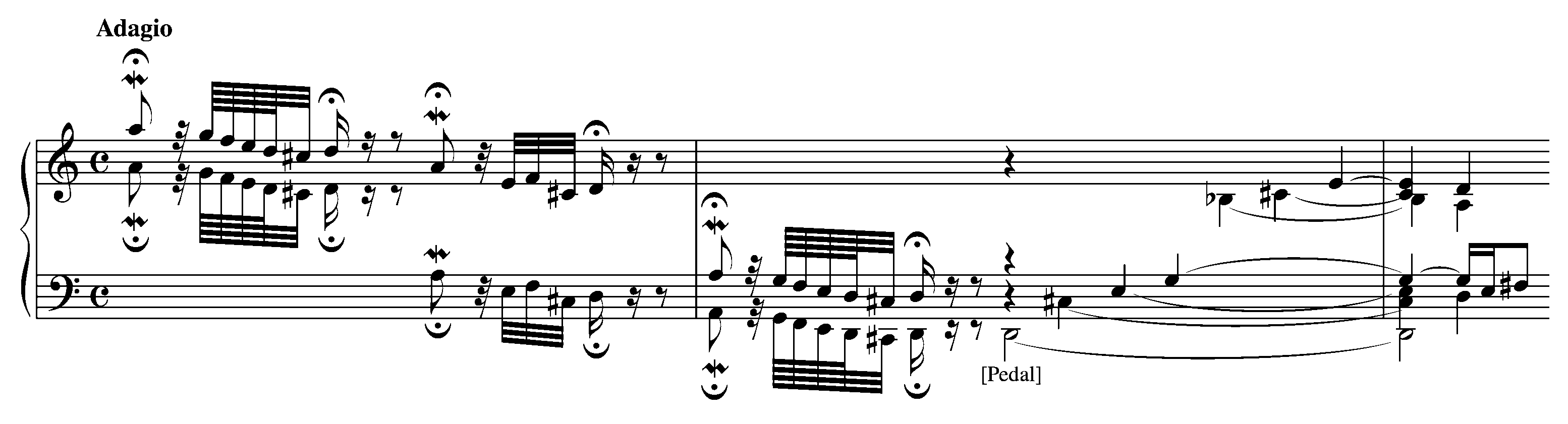
A primeira frase na Tocata e Fuga em ré menor, BWV565, para o órgão, de Bach

Neste exemplo, na versão trasncrita para orquestra de Stokowski, ele dobra o valor das notas, mas ainda dentro do mesmo andamento; de maneira que, os dois primeiros compassos de Bach (acima, ilustrado) se transformam em quatro, na versão de Stokowski. Os violinos (2), juntos com as violas e os violoncelos iniciam o tema com a primeira frase (o primeiro compasso na escrita de Bach; ou seja, os dois primeiros compassos de Stokowski). Em seguida, o compasso três e o quatro (Stokowski) são tocados pelas flautas (4), oboés (3), corne inglês, clarinetas (3), clarineta baixo e fagotes (3); todas as partes dos devidos instrumentos escritas separadamente em sua própria pauta, numa partitura de orquestra, obviamente.

### Arranjo musical
No arranjo musical, a orquestração tende a mudar aspectos significativos da composição original, especialmente na notação musical. Entre arranjos de obras eruditas que se tornaram populares, hoje em dia, encontramos o Ave Maria de Charles Gounod que  é um arranjo do prelúdio Nº1, em dó maior, do livro "Cravo Bem-Temperado", para teclado solo de Bach (BWV846) e que Gounod adicionou uma melodia (inexistente na obra de Bach) que entra após uma adaptada introdução do primeiro motivo de Bach. O Ave Maria de Gounod se tornou uma composição para o uso do texto litúrgico em Latim com uso frequente na Igreja Católica e ainda com variadas instrumentações.
- Problemas na execução dos arquivos? Veja Introdução à mídia.

Quanto as obras da música barroca, da Idade Média e de eras mais antigas quando são executadas ao vivo, ou gravadas em estúdios, hoje em dia, tem que haver uma certa dose de transcrição e arranjo com adaptação instrumental nas partituras, pois os próprios instrumentos da época eram outros e muitos já não se praticam mais no uso cotidiano. A viola da gamba, por exemplo, o alaúde, vários tipos de cornes de madeira ou metal, enfim, existia uma série de instrumentos noutrora que, para as execuções destas obras com orquestras atuais é necessário fazer uma adaptação na partitura para que os instrumentos modernos possam tocar músicas de outras épocas.

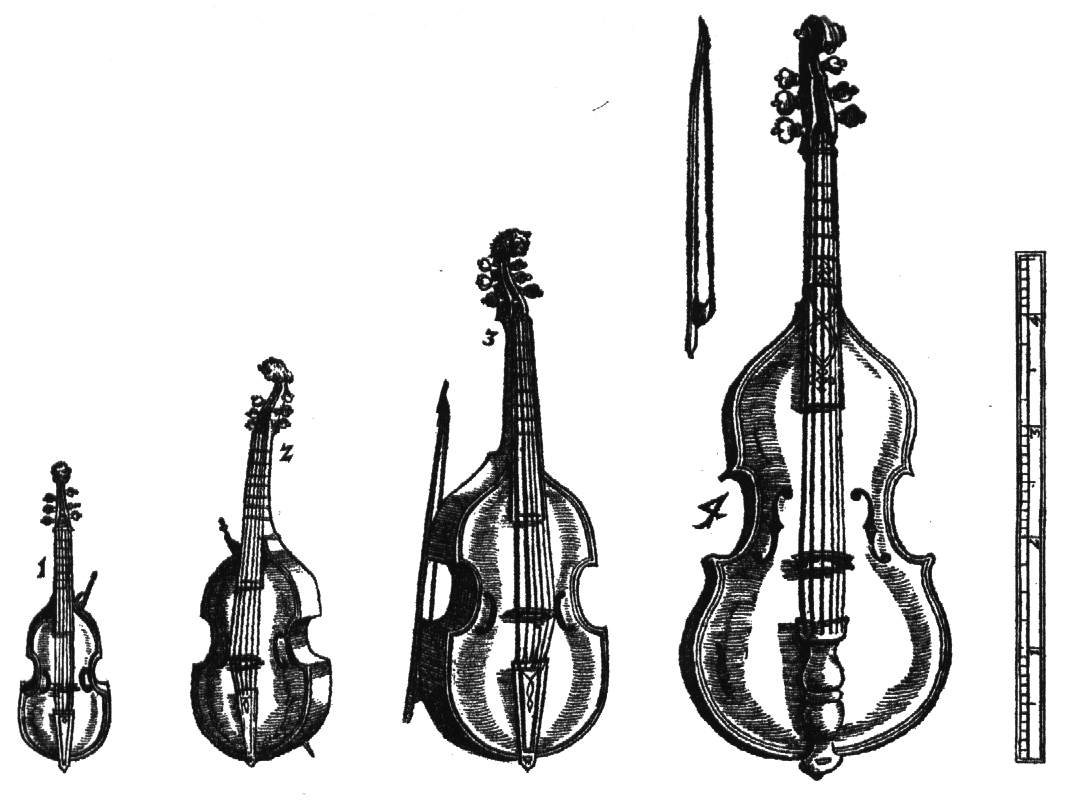
Do livro de Michael Praetorius, Syntagma Musicum (1618), vários tamanhos diferentes da antiga Viola de Gamba---sendo a maior de todas a mais parecida com o violoncelo dos dias de hoje.

### Variação no tema
Outra prática, a parte, muito usada em música é a variação no tema que não deixa de ser uma forma de arranjo e transcrição usados, simultaneamente, sobre um tema original, mas com muito mais material original na variação do que existente na melodia original. Johannes Brahms (1833-1897), compositor alemão, escreveu as Variações (28) em um Tema de Paganini, para Piano, em lá menor, opus 35. Brahms usa o tema melódico do Caprice nº24 em lá menor, de Paganini (1782-1840), escrito originalmente para violino, para criar uma composição nova, basicamente arranjando e transcrevendo o tema original de formas diferentes, noutro instrumento; uma prática comum na música erudita, inclusive que Franz Liszt e Robert Schumann empregaram e também usando Caprices de Paganini.

## Instrumentação
Orquestração aplica-se, falando restritamente, somente à orquestra, enquanto o termo instrumentação aplica-se a todos grupos instrumentais. Em instrumentação, portanto, inclui-se orquestração. No estudo de orquestração---em contraposição à prática---o termo instrumentação pode também referir-se à consideração das características definidas de instrumentos individuais, oposto à arte de combinar instrumentos.
Em música comercial, especialmente música para cinema (filmes) e teatro (drama), orquestradores independentes são empregados para que o projeto seja preparado dentro do prazo da produção devido a dificuldade que é para uma mesma pessoa compor e orquestrar um material dentro de um prazo curto como demanda as produções cinematográficas e teatrais.
- Orquestradores da indústria cinematográfica costumam usar partituras de orquestra---na qual cada voz de instrumento é escrita individualmente em sua própria pauta e todas as pautas dos instrumentos ativos na gravação são agrupadas de maneira que o orquestrador acompanhe o desenvolvimento de cada instrumento simultaneamente, mas ainda separadamente.
- Por outro lado, orquestradores da Broadway costumam usar partituras reduzidas---na qual todas as vozes são escritas nas pautas de uma partitura para piano que inclui a pauta da mão direita, com a clave de sol; e a pauta da mão esquerda, com a clave de fa. Neste caso, tanto a técnica de arranjo como a de orquestração são usadas, pois além das notas estarem arranjadas para o piano (para uso durante ensaios da peça teatral), o orquestrador precisa levar em consideração que outros instrumentos vão interpretar cada voz escrita na partitura reduzida para ensaios.

## Literatura sobre orquestração
Autores de literaturas, historicamente importantes, sobre orquestração:
- Michael Praetorius (1619): Syntagma Musicum volume 2. De Organographia.
- Valentin Roeser (1764): Essai de l'instruction à l'usage de ceux, qui composent pour la clarinette et le cor.
- Hector Berlioz (1844): Grand traité d’instrumentation et d’orchestration modernes (Treatise on Instrumentation).
- François-Auguste Gevaert (1863): Traité general d’instrumentation.
- Charles-Marie Widor (1904) : Technique de l’orchestre moderne (Manual of Practical Instrumentation).
- Nikolay Rimsky-Korsakov (1912): Основы оркестровки (Principles of Orchestration ---"Princípios de Orchestração, em Português).
- Cecil Forsyth (1914): Orchestration.
- Charles Koechlin (1954–9): Traité de l'Orchestration (4 vols).
- Walter Piston (1955): Orchestration.